# Bertha Henderson
Bertha Henderson (* um 1900; † nach 1928) war eine amerikanische Bluessängerin und Songwriterin.

## Leben und Wirken
Henderson war im Raum St. Louis aktiv; ihre erste Aufnahmen entstanden 1925 für Okeh („Discouraged Blues“ und „Jamboree Blues“),  dann 1927 und 1928 für Paramount Records. Zu ihren Begleitmusikern gehörten Leonard Davis, Will Ezell, Tiny Parham und Blind Blake. Sie nahm außerdem 1926 mit dem Trompeter Ham Davis auf („Jamboree“). Bekannte Titel waren „Leavin' Gal Blues“, und der „Lead Hearted Blues“ vom Mai 1928:
Baby, baby: I am so lonesome for you
Can't war you off my mind: don't care what I do
When I wake up in the morning: My hart it feels like lead
When I go to bed at midnight: sometimes I wish I was dead
You told me baby: Before you left my door
Some day I'd be sorry: that I told you to go
Lord, Lord, can't rest no place to go;
blues is driving me crazy,
must be reaping what I sow.
Zudem sind von ihr bekannt „Six Thirty Blues“, „That Lonesome Rave“, „Terrible Murder Blues“ (mit Blind Blake) und „Voice Throwin’ Blues“.
The New York Times bezeichnete ihren Gesangsstil als „lamentierende Selbstgespräche“ (slow-moan soliloquies).
Die Bluessängerin Bertha Henderson ist nicht zu verwechseln mit der Rhythm-&-Blues- und Jump-Blues-Sängerin „Big“ Bertha Henderson, die um 1953 mit Red Holloway und Sax Mallard 1953 für Chance Records („Rock Bertha Rock“) und um 1954 für Savoy Records („Little Daddy“/„Love Is a Crazy Thing“) aufnahm.